# Orkiestra Dni Naszych
Orkiestra Dni Naszych – polski zespół folkowy.

## Skład zespołu
- Iwona Kobylińska – śpiew
- Jerzy Kobyliński – śpiew, gitary, bęben taktowy
- Mariusz Andraszek – śpiew, gitara basowa
- Michał Jelonek – skrzypce
- Paweł Chojnacki – perkusja

## Dyskografia
- 1989 – Niewielka droga
- 1990 – Psalmy
- 1992 – Loveland
- 1994 – Ballady akustyczne
- 1995 – Anioł miasta
- 1996 – Mleczne oceany
- 1998 – Folk’n’Roll
- 2000 – Odkrycia
- 2001 – Skrzypek
- 2003 – Włóczykije
- 2004 – Damy radę
- 2006 – The Best – Święty wiatr
- 2009 – Dusza Pit Bulla POL #42[1]